# Claude Gruget
Claude Gruget (né à Paris en 1525 et mort dans cette ville en 1560) est un traducteur français.

## Biographie
Né à Paris dans le 16e siècle, il devient secrétaire de Louis de Bourbon, prince de Condé, et meurt jeune encore vers 1560. Antoine du Verdier dit que Gruget a démontré le désir d’enrichir la langue française en ce qu’il a usé d’un langage naïf et nullement affecté.

## Œuvres
On a de lui :
- les Épîtres de Phalaris, mises en vulgaire français, Paris, 1550, in-8° ; réimprimées à Anvers, 1558, in-16, avec les Épîtres d’Isocrates, traduites par Louis de Matha, et le Manuel d'Épictète par Antoine Du Moulin.
- Les Dialogues de Sperone Speroni, traduit de l’italien , Paris , 1551 , in-8° ;
- les Diverses leçons de Pedro Mexía, traduites de l’espagnol, ibid., 1554, in-8°, et avec des Additions, ibid., 1560, et Lyon, 1577, in-8° ; 1580, in-16 ;
- les Dialogues d’honneur, de Giovan Battista Possevino, traduits, de l’italien, Paris, 1557, in-4° ;
- le Plaisant jeu des échecs, traduit de l’italien, Paris, 1560, in-8°.

Il laisse en manuscrit une traduction presque terminée de l’Histoire de Flavio Biondo, et il avait commencé de traduire l’Institution des filles de Lodovico Domenichi, et le Traité de Mathématiques de Pedro Mexía. C’est à Gruget que l’on doit encore la publication de l’Heptaméron de la reine de Navarre Marguerite de Valois.